# Joe Rosenblatt
Joe Rosenblatt als Joseph Rosenblatt (* 26. Dezember 1933 in Toronto, Ontario, Kanada; † 11. März 2019) war ein kanadischer Dichter und Schriftsteller sowie Maler, der 1976 mit Top Soil den Governor General’s Award und 1986 mit Poetry Hotel den zu den BC Book Prizes gehörenden Dorothy Livesay Poetry Prize gewinnen konnte.

## Leben
Joseph Rosenblatt wurde in Toronto, Ontario, geboren, wo er auch in der städtischen Umgebung des Kensington Markets aufwuchs und die Lansdowne Public School besuchte. Später besuchte er die Central Technical School, die er jedoch ohne einen Abschluss verließ, woraufhin er in einer Vielzahl von einfachen Arbeitsstellen der Industrie arbeitete. So arbeitete er seit 1956 für die Canadian Pacific Railway.
Bereits in den späten 1950er Jahren interessierte sich Rosenblatt eingehend für die Ideen des Sozialismus, engagierte sich bei Anti-Atomkraft-Demonstrationen und verkaufte die trotzkistische Zeitschrift Workers Vanguard, was ihn indirekt zu den führenden Persönlichkeiten hinter der Socialist Educational League machte, einer extrem linksgerichteten Gruppierung, die ihren Einfluss auf die kanadischen Gewerkschaften verstärken wollten. In den frühen 1960er Jahren begann Joe Rosenblatt nun ernsthaft mit dem Schreiben von Gedichten, da er sich in Gedanken mit den Werken des Arbeiterpoeten Milton Acorn und des metaphysischen Gedichten der Gwendolyn MacEwen verbunden fühlte. Andere Dichter, die ihn bei seiner eigenen künstlerischen Initialzündung halfen, waren Al Purdy und Earle Birney.
Rosenblatts erstes Buch, The L.S.D. Leacock wurde 1966 veröffentlicht. Im selben Jahr erhielt er eine staatliche Zuwendung, die ihm erlaubte seine Arbeitsstelle bei der Canadian Pacific Railway aufzugeben und sich vollkommen dem Schreiben zu widmen.
Während seiner schriftstellerischen Karriere über vier Dekaden verfasste er mehr als 20 Gedichtbände und verschiedene autobiografische Werke. Dabei erschienen seine Gedichte in über 30 Anthologien zur kanadischen Lyrik. Seine Lesereisen führten 1987–1993 ihn nicht nur durch Kanada und die Vereinigten Staaten, sondern auch durch Europa, insbesondere durch Italien, Schweden und Finnland.
Books in Canada rühmte 1988 seine Straßenschläue und die mit allen Wassern gewaschene Weisheit, die seinen poetischen Charakter ausmachen würde: „street smart, water wise, heaven bent, Joe Rosenblatt is a talented man, fisher of gods, and a school in himself. He makes you feel things that are hard to touch: bee fur, tadpoles, and the human heart.“
Joseph Rosenblatt formulierte seine Schreibphilosophie selbst folgendermaßen: „I write to escape hyper reality – genocide of man, elephants and fish – the death of the ozone layer, the industrial degredation [sic] of the earth – My affordable opiate is my Muse. It allows me to float into a dream state and create an escapist literature. Let the prose-fanciers, the dog people as opposed to poetic feline fancier – indulge in grim reality. The very thought of reality gives me hives.“
1976 erschien Top Soil mit ausgewählten Gedichten, das im selben Jahr den Governor General’s Award gewinnen konnte. Zehn Jahre später war Jo Rosenblatt mit einem weiteren Gedichtband ausgewählter Werke, Poetry Hotel, der erste Preisträger des zu den BC Book Prizes gehörenden Dorothy Livesay Poetry Prize, der damals noch B.C. Book Prize for Poetry hieß.
Im Verlaufe der Jahre arbeitete der kanadische Dichter als Writer-in-Residence an verschiedenen Universitäten seines eigenen Landes (University of Victoria, University of Western Ontario), aber auch an der Universität La Sapienza, Rom, und der Universität Bologna. Diverse zweisprachige Editionen seiner Gedichte wurden in Italien dank der Übersetzungen von Alfredo Rizzardi von der Universität Bologna und Ada Donati von der Universität Rom veröffentlicht. Darüber hinaus wurden seine Gedichte ins Französische, Niederländische, Schwedische und Spanische übertragen. In die Deutsche Sprache wurden seine Gedichte bis heute nicht übersetzt. Von 1969 bis 1983 war er der Herausgeber des eklektizistischen Literaturmagazins Jewish Dialog.
Joseph Rosenblatt galt außerdem als talentierter Maler und Zeichner, der den englischen Dichter und Maler William Blake als seine große Inspiration bezeichnet. Seine Gemälde, Zeichnungen und Skizzen, die sowohl die eigenen Werke als auch die anderer Künstler illustrieren, hängen in diversen kanadischen Privatsammlungen und öffentlichen Galerien. Er selbst lebte über zwei Jahrzehnte in Qualicum Beach, British Columbia, zusammen mit seiner Frau Faye, einer Klavierlehrerin.

## Werk
Lyrik
- The LSD Leacock. Coach House Press, Toronto 1966.
- Winter of the Luna Moth. Toronto, House of Anansi  1968.
- Bumblebee Dithyramb. Press Porcépic,  Erin 1972.
- Blind Photographer. Press Porcépic, Erin, 1974.
- Dream Craters. Press Porcépic, Erin, 1975.
- Virgins & Vampires. McClelland & Stewart, Toronto, 1975.
- Top Soil, Selected Poems (1962–1975). Porcépic, Erin, 1976.
- Loosely Tied Hands. Black Moss Press, Windsor 1978.
- The Sleeping Lady. Exile Editions, Toronto 1980.
- Brides of the Stream. Oolichan Books, Lantzville, B.C. 1983.
- Poetry Hotel, Selected Poems (1963–1985). McClelland & Stewart, Toronto 1985.
- A Tentacled Mother. (im Original und durch einige Sonette ergänzt) Exile Editions, Toronto, Okt. 1995.
- The Rosenblatt Reader. (Ausgewählte Gedichte und Prosa, 1962–1995) Exile Editions, Toronto 1995.
- The Voluptuous Gardener. (Neue Gedichte und ausgewählte Gemälde aus der Dauerausstellung der Carleton University Art Gallery) Beach Holme Press, Vancouver, 1996.[15]
- Parrot fever. Collagen von Michel Christensen. Exile Editions, Toronto 2002.
- The lunatic muse, Joe Rosenblatt; herausgegeben von David Berry. Exile Editions, Toronto 2007.
- Dog, Joe Rosenblatt & Catherine Owen; Fotos von Karen Moe. Mansfield Press, Toronto 2008.
- Catherine Owen und Joe Rosenblatt: Dark Fish and Other Infernos.  JackPine, Saskatoon 2011.[16]

Fiction/Prosa
- Tommy Fry & the Ant Colony. Black Moss, Windsor 1970.
- Escape From the Glue Factory. (Autobiografie) Exile Editions, Toronto 1985.
- The Kissing Goldfish of Siam. (Autobiografie) Exile Editions, Toronto 1989.
- Beds & Consenting Dreamers. (Experimenteller Roman) Oolichan Books, Lantzville, B.C. 1994.[17]

## Auszeichnungen
- 1976: Governor General’s Award, Top Soil
- 1986: Dorothy Livesay Poetry Prize, Poetry Hotel